# Грк (Брод)
Грк је насељено мјесто у општини Брод, Република Српска, БиХ. Према прелиминарним подацима пописа становништва 2013. године, у насељу је живјело 260 становника.

## Становништво
Према попису становништва из 1991. године, мјесто је имало 559 становника.
| Националност       | 1991.        | 1981.        | 1971.        |
| Срби               | 208 (37,20%) | 215 (39,16%) | 227 (37,45%) |
| Хрвати             | 334 (59,74%) | 326 (59,38%) | 377 (62,21%) |
| Муслимани          | 1 (0,18%)    | 0            | 0            |
| Југословени        | 2 (0,36%)    | 7 (1,27%)    | 0            |
| остали и непознато | 14 (2,50%)   | 1 (0,18%)    | 2 (0,33%)    |
| Укупно             | 559          | 549          | 606          |

| Демографија | Демографија | Демографија |
| Година      | Становника  | Становника  |
| ----------- | ----------- | ----------- |
| 1948.       | 886         |             |
| 1953.       | 755         |             |
| 1961.       | 713         |             |
| 1971.       | 606         |             |
| 1981.       | 549         |             |
| 1991.       | 559         |             |
| 2013.       | 260         |             |